# Thurisaz
Cette page contient des caractères spéciaux ou non latins. S’ils s’affichent mal (▯, ?, etc.), consultez la page d’aide Unicode.
Þurisaz (également transcrit Thurisaz) est la troisième rune du Futhark et de la famille de Fehu / Fraujaz / Freyr. Elle est précédée de Ūruz et suivie de Ansuz. Elle est nommée Þorn (Thorn) en anglo-saxon et Þurs (Thurs) en vieux norrois.
*Þurisaz en est la forme proto-germanique, reconstituée d'après le nom norrois, le vieux saxon thuris et le vieux haut-allemand duris-es (« (du) géant »).
Dans la mythologie finnoise, Tursas, monstre marin maléfique, était un être mal défini ; or à l’époque, la Finlande était considérée comme la terre des jötnar dans la mythologie nordique. Par extension, il fut associé au dieu tueur de géants Thor / Donar et à son marteau Mjöllnir. Dans une moindre mesure, son caractère destructeur l’a également associé au dieu mauvais Loki, d’ascendance géante. Il faut toutefois noter que le nom Þōrr (Thor) n’a aucun lien étymologique avec le mot désignant les géants, þurs : il est plutôt lié à Þunor (tonnerre).
Dans l’Angleterre anglo-saxonne, la rune était appelée Thorn (Þorn, Ðorn), qui subsiste aujourd’hui sous la forme de la lettre islandaise Þ. Thorn (épine) n’étant pas relié étymologiquement à Thurs, une relation artificielle a été créée entre ces deux mots en faisant passer le premier pour un kenning du second, via le poème runique anglo-saxon.
Le Codex Vindobonensis 795 donne un nom de lettre correspondant dans l'alphabet gotique sous la forme thyth (𐌸), restitué en gotique comme þiuþ « bon » (bien que þ n’ait jamais été utilisé en gotique).
Cette rune notait à l'origine le son [θ]. Comme ce son, typique des langues germaniques anciennes, ne possédait pas de signe dans l'alphabet latin, la rune y fut empruntée comme lettre supplémentaire sous le nom de thorn, d'abord pour écrire le vieil anglais (d'où le nom), puis le vieux norrois. Elle est toujours utilisée dans l'orthographe de l'islandais.

## Poèmes runiques
| Poème runique | Traduction en français                                                                                                  |
| --- | --- |
| Vieux norvégien ᚦ Þurs vældr kvinna kvillu, kátr værðr fár af illu.                                                      | Thurs (« Géant ») est l’angoisse des femmes, l’infortune fait peu d’heureux.                                            |
| Vieux norrois ᚦ Þurs er kvenna kvöl ok kletta búi ok varðrúnar verr. Saturnus þengill.                                   | Thurs (« Géant ») est la torture des femmes et habitant des falaises et mari d’une géante. Thegn de Saturne.            |
| Anglo-saxon ᚦ Ðorn byþ ðearle scearp; ðegna gehwylcum anfeng ys yfyl, ungemetum reþe manna gehwelcum, ðe him mid resteð. | L’épine est trop pointue, pour tout noble est mauvaise à saisir, démesurément cruelle envers celui qui sur elle repose. |